# بروكينية مصغرة
البروكينية المصغرة (الاسم العلمي:Brocchinia reducta) هي نوع من النباتات تتبع جنس البروكينية من الفصيلة البروميلية. البروكينية المصغرة هي واحدة من عدد قليل من البروميليات الآكلة اللحوم. أصلها من جنوب فنزويلا والبرازيل وكولومبيا وغيانا، وتوجد في تربة فقيرة بالمغذيات. تتكيف البروكينية المصغرة مع البيئات المختلفة وعندما تنمو على الصخور فإنها تستخدم جذورها كمثبتات.